# IV Liceum Ogólnokształcące im. gen. Stanisława Maczka w Katowicach
IV Liceum Ogólnokształcące im. gen. Stanisława Maczka w Katowicach – publiczne liceum ogólnokształcące w Katowicach, z siedzibą przy ulicy Katowickiej 54, na terenie dzielnicy Koszutka. 
Założone zostało w 1948 roku i od początku swoją siedzibę miało w funkcjonalistycznym gmachu z lat 30. XX wieku. Od 1996 roku patronem szkoły jest gen. Stanisław Maczek. Prowadzi ścisłą współpracę z Uniwersytetem Śląskim w Katowicach. 

## Historia

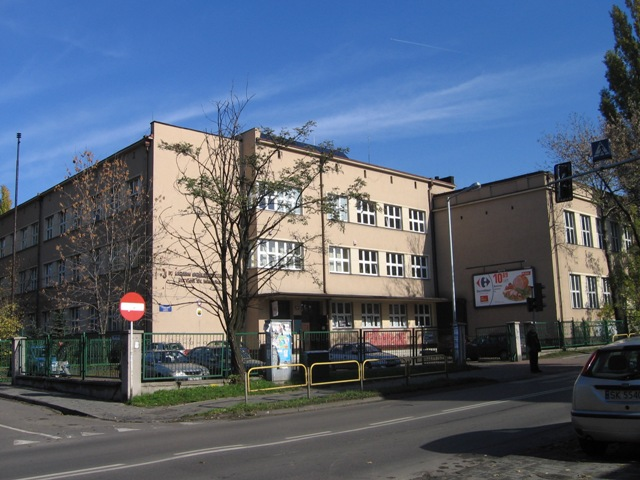
IV Liceum Ogólnokształcące im. gen. Stanisława Maczka w 2009 roku

Początki obecnego IV Liceum Ogólnokształcącego im. gen. Stanisława Maczka w Katowicach sięgają lat 30. XX wieku, kiedy to rejonie ulic Katowickiej, Klonowej, Topolowej i Brzozowej wzniesione zostało osiedle mieszkaniowe wraz z budynkiem szkolnym. Szkoła powszechna rozpoczęła działalność we wrześniu 1938 roku, a jej pierwszą kierowniczką została Zofia Wilczyńska. W okresie niemieckiej okupacji w gmachu działał lazaret wojskowy.
Po wojnie szkoła wznowiła działalność, a w 1948 roku w związku ze wzrostem liczby uczniów została ona zreorganizowana i 1 września tego samego roku wprowadzono w niej pierwszy rocznik czteroletniego liceum ogólnokształcącego na podbudowie siedmioletniej szkoły podstawowej. Pierwszy egzamin maturalny odbył się w 1951 roku, a przystąpiło do niego 12 chłopców i 14 dziewcząt. Od listopada 1952 roku na terenie szkoły działało koło sportowe. 
Po kilku latach od rozpoczęcia działalności budynek szkolny był już przeludniony – w roku szkolnym 1952/1953 łączna liczna uczniów klas licealnych i podstawowych wynosiła 1 085 osób (w tym 183 w liceum ogólnokształcącym i 902 w szkole podstawowej), dlatego też część uczniów szkoły podstawowej została przeniesiona do innych placówek.
W latach 1963–1971 szkoła miała status szkoły eksperymentującej, w ramach którego działały klasy profilowane – matematyczno-fizyczne. W 1968 roku patronem liceum został Marceli Nowotko, który przestał nim być w 1990 roku. 
W 1975 roku szkoła otrzymała sztandar odznaczona została Złotą Odznaką „Zasłużonemu w Rozwoju Województwa Katowickiego”. W okresie stanu wojennego działała w szkole konspiracyjna organizacja uczniowska „Niezgoda”. W 1988 roku rozpoczęto informatyzację szkoły. 
W 1996 roku nowym patronem placówki został gen. Stanisław Maczek, a 2 grudnia 2009 roku por. Józef Zwierzyński odsłonił popiersie patrona szkoły autorstwa Ariany Sarapaty. W 2012 roku szkoła stała się Liceum Uniwersyteckim Uniwersytetu Śląskiego, natomiast w lutym 2024 roku przed wejściem do szkoły stanęły figurki beboków – Staś i Hela.

## Dyrektorzy
- Mieczysław Stanaszek (1948–1950)[7]
- Henryka Mitka (1950–1951)[7][4]
- Jan Śliwa (1951–1969)[7][4]
- Wanda Kniewska-Dyniewska (1969–1987)[7]
- Michał Sobociński (1987–2009)[4]
- Katarzyna Ziemiec (od 2009)[4]

## Budynek
Szkoła ma swoją siedzibę przy ulicy Katowickiej 54 w Katowicach, na terenie dzielnicy Koszutka. 
Jest nim gmach powstały w latach 30. XX wieku (ukończono go w czerwcu 1938 roku) w stylu funkcjonalizmu. Budynek ten jest obiektem murowanym z cegły i tynkowany. Charakteryzuje się dwuczłonową, trójkondygnacyjną bryłą krytą dachem płaskim. Jest otoczony ogrodzeniem i zieleńcami, poprzedzony brukowanym placem.
Wewnątrz gmachu znajdują się sale tematyczne (w tym: informatyczna, matematyczna, biologiczne, językowe i inne). Biblioteka szkolna posiada ponad 19 tys. woluminów. Przy szkole znajduje się też wzniesiona w latach 2018–2020 hala sportowa z płytą boiska o powierzchni 44×24 m, bocznymi wybiegami i stałymi trybunami.

## Charakterystyka
IV Liceum Ogólnokształcące im. gen. Stanisława Maczka to szkoła publiczna, którego organem prowadzącym jest miasto Katowice, a organem sprawującym nadzór Śląski Kurator Oświaty w Katowicach. Organami szkoły są: Dyrektor Szkoły, Rada Pedagogiczna, Rada Rodziców i Samorząd Uczniowski. Według stanu na 2025 rok, dyrektorem szkoły jest mgr Katarzyna Ziemiec, a wicedyrektorem mgr Dagmara Knapik.
W szkole prowadzone są oddziały humanistyczne, matematyczno-informatyczne, biologiczno-chemiczne, językowe z geografią i architektoniczne. Funkcjonują różnego typu koła i kluby, w tym m.in. Klub Italianisty, Klub Hispanisty, Klub Młodych Klasyków, Koło Młodych Myślicieli, Klub Młodych Odkrywców, Koło Regionalne czy Koło Aktywnych Czytelników, a także Koło Wolontariatu. Wydawana jest tutaj gazeta szkolna „Drobnym Maczkiem”.
Liceum współpracuje z różnymi instytucjami, w tym m.in. z: Urzędem Statystycznym w Katowicach, Pałacem Młodzieży w Katowicach, Planetarium Śląskim, Związkiem Górnośląskim czy Regionalną Stacją Krwiodawstwa i Krwiolecznictwa w Katowicach.
W rankingu liceów w Katowicach za 2024 roku prowadzonym przez portal waszaedukacja.pl szkoła zajęła 6. miejsce.

## Znani absolwenci
- Maciej Biskupski – radny, wiceprezydent Katowic[23]
- Grażyna Dudek – łyżwiarka figurowa[4]
- Anita Gargas – dziennikarka śledcza[24]
- Wojciech Grabek – skrzypek, multiinstrumentalista[24]
- Jarosław Gwizdak – sędzia[24]
- Janusz Kalinowski – działacz regionalny[25]
- Michał Kania – dr habilitowany nauk prawnych[24]
- Joanna Kluzik-Rostkowska – minister edukacji narodowej[26]
- Józef Kocurek – wiceprezydent Katowic
- Robert Konieczny – architekt[27]
- Barbara Kos – dr habilitowana nauk ekonomicznych[24]
- Grzegorz Kosok – siatkarz[4]
- Marta Manowska – dziennikarka, prezenterka telewizyjna[24]
- Bożena Miller-Małecka – aktorka[24]
- Leszek Piechota – wiceprezydent Katowic, senator[24]
- Magdalena Piekorz – reżyserka i scenarzystka filmowa[24]
- Tomasz Prusek – dziennikarz i publicysta[24]
- Karol Sabath – biolog, paleontolog[24]
- Tomasz Słupik – politolog[24]
- Marek Szopa – profesor fizyki[24]
- Maciej Szpunar – prawnik, nauczyciel akademicki, podsekretarz stanu[24]
- Aleksandra Taistra – wspinaczka sportowa[24]
- Rafał Zagórny – polityk, poseł na Sejm RP[24]
- Grzegorz Żmij – prawnik, nauczyciel akademicki[24]